# Garnisonfriedhof Hameln

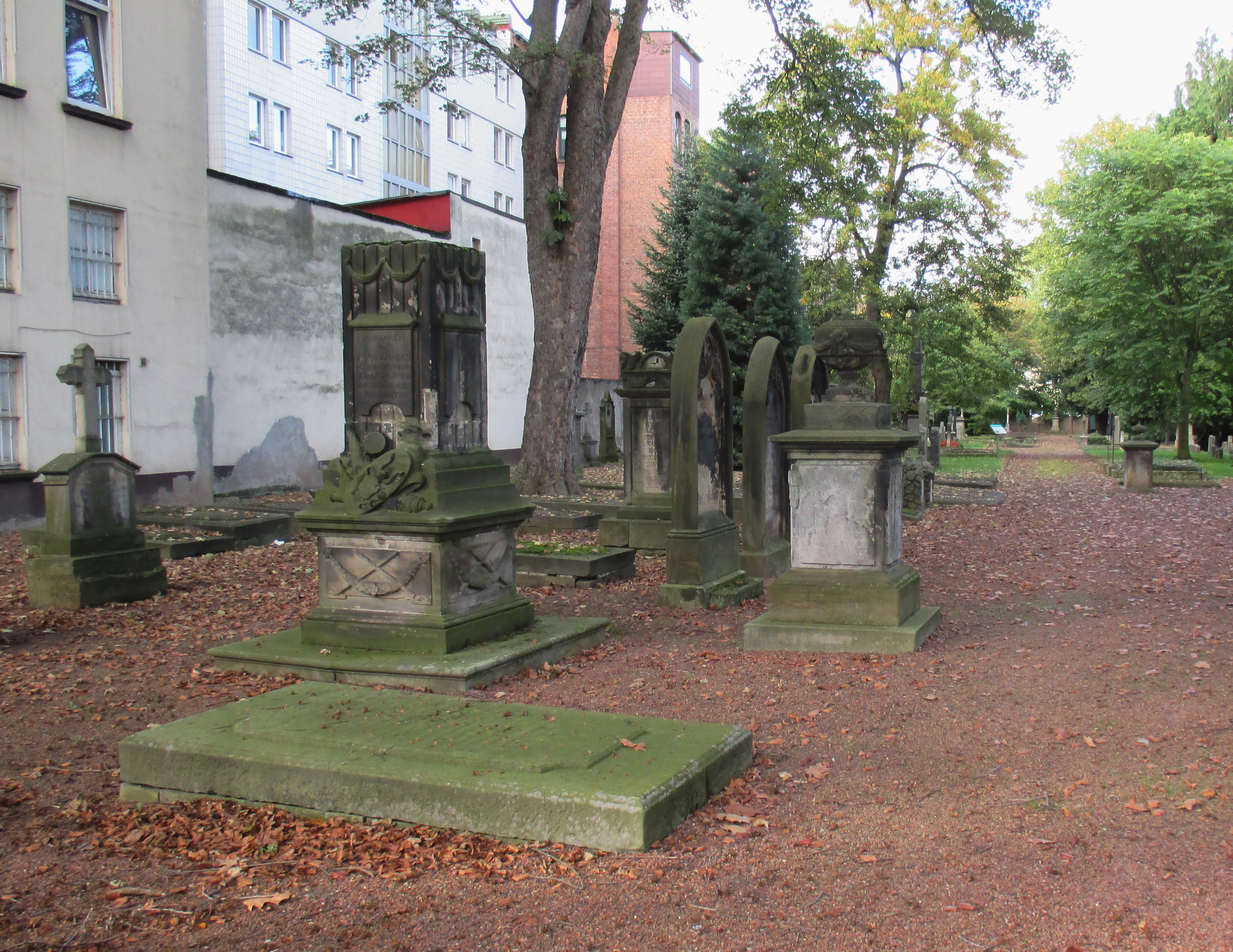
Grabmäler auf dem Hamelner Garnisonfriedhof

Der Garnisonfriedhof Hameln ist eine historische Friedhofsanlage an der Deisterstraße in Hameln. Er ist letzte Ruhestätte für hochrangige Militärangehörige aus dem gesamten norddeutschen Raum, unter anderem der Festung Hameln. Die meisten erhaltenen Grabstätten stammen aus dem 18. und 19. Jahrhundert.
Der Friedhof wurde wohl im Jahre 1676 angelegt. Die erste nachweisbare Bestattung fand 1685 statt. Ursprünglich war er nur für Offiziere bestimmt, doch wurden später auch andere Militärangehörige auf dem Friedhof beigesetzt. Bis 1708 diente er als Begräbnisstätte für die in Hameln ansässigen Hugenotten.
Im Jahr 1865 wurde die Friedhofsverwaltung von der Stadt Hameln übernommen, die seit 1950 auch Eigentümer des Areals ist. Seit 1987 steht der Friedhof unter Denkmalschutz.

## Grabstätten
- Hans von dem Bussche, General der Infanterie
- Georg Friese, Kommandant der Garnison Hameln
- Karl Christoph von Linsing, hannoverscher Generalleutnant
- Victor Lebrecht von Trew, Generalleutnant und Kommandant der Festung Hameln
- Carl August von Veltheim, Generalleutnant und Generalinspekteur der hannoverschen Kavallerie
- Georg August von Wangenheim, General der Infanterie und Kommandant der Festung Hameln